# Chiffre nihiliste
Dans l'histoire de la cryptographie, le chiffrement nihiliste est une variante du carré de Polybe. Il a été initialement utilisé par les nihilistes russes dans les années 1880 pour organiser secrètement le terrorisme contre le régime tsariste. Ce terme est parfois utilisé pour décrire plusieurs algorithmes de cryptage avancés utilisé à partir des années 50 dans les communications de la première direction générale du KGB avec ses espions.

## Principe

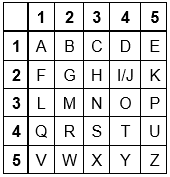
Carré de Polybe sous la forme la plus simple.

Il utilise, comme pour le carré de Polybe, une grille (normalement de 5x5 = 25 cases) remplie avec des lettres de l'alphabet, souvent dans le désordre.
Les nihilistes utilisent en plus une clé ajoutée pour chaque groupe de chiffre précédemment créé.

### Exemple
Prenons pour exemple la clef WIKIPEDIA
et la grille suivante:
|   | 1 | 2 | 3 | 4   | 5 |
| 1 | A | B | C | D   | E |
| 2 | F | G | H | I/J | K |
| 3 | L | M | N | O   | P |
| 4 | Q | R | S | T   | U |
| 5 | V | W | X | Y   | Z |

Dans la réalité, les lettres sont disposées dans la grille de façon désordonnée

Si nous voulons chiffrer le message en clair: "RENDEZ-VOUS AU KREMLIN",
Remplaçons les lettres du message par leurs coordonnées, et pareil pour ceux de la clef, que l'on répète pour qu'elle ait la même longueur que le message. Puis nous additionnons colonne pas colonne les coordonnées du message et de la clef:
| Message     | R  | E  | N  | D  | E   | Z   | V  | O  | U  | S  | A  | U   | K  | R  | E   | M  | L  | I  | N  |
| Coordonnées | 24 | 51 | 33 | 41 | 51  | 55  | 15 | 43 | 54 | 34 | 11 | 54  | 52 | 24 | 51  | 23 | 13 | 42 | 33 |
| Clef        | W  | I  | K  | I  | P   | E   | D  | I  | A  | W  | I  | K   | I  | P  | E   | D  | I  | A  | W  |
| Coordonnées | 25 | 42 | 52 | 42 | 53  | 51  | 41 | 42 | 11 | 25 | 42 | 52  | 42 | 53 | 51  | 41 | 42 | 11 | 25 |
| Somme       | 49 | 93 | 85 | 83 | 104 | 106 | 56 | 85 | 65 | 59 | 53 | 106 | 94 | 77 | 102 | 64 | 55 | 53 | 58 |

Nous obtenons le texte chiffré suivant: 
```
49 93 85 83 104 106 56 85 65 59 53 106 94 77 102 64 55 53 58
```

Pour obtenir le texte en clair, on procède à l'inverse, connaissant le clef et la grille:
1. On obtient les coordonnées de la clef dans la grille
2. On effectue la soustraction coordonnées chiffrés - coordonnées de la clef
3. On utilise les coordonnées dans la grille pour obtenir le texte en clair.

## Cryptanalyse
Comme à chaque caractère est substitué ses coordonnées sans fractionnement, le chiffrement nihiliste de base n'est qu'une variante du chiffre de Vigenère, mais avec des nombres au lieu des lettres. Aussi peut-il être décrypté avec les mêmes méthodes. 
De plus la simple addition fournit une information : si le chiffre est supérieur à 100, alors, la lettre du texte en clair et celle de la clef proviennent toutes les deux de la cinquième ligne de la grille.